# Genna (Sport)
Genna (amharisch ገና) ist eine Form des Hockeyspiels und wird traditionell um die Zeit der äthiopischen Weihnacht (7. Januar) gespielt. Genna bedeutet eigentlich Weihnachten. Die Anzahl der Spieler ist nicht begrenzt, die Mannschaften rekrutieren sich meistens aus zwei Dörfern. Das Ziel ist jeweils das Territorium des gegnerischen Dorfes. Die Spieler benutzen gebogene Hölzer (t'ing) und einen hölzernen, aber nun auch oft plastischem Ball (irur).